# Équipe du Danemark des moins de 20 ans de football
Maillots
L'équipe du Danemark de football des moins de 20 ans ou U20 est constituée par une sélection des meilleurs joueurs danois de moins de 20 ans.

## Palmarès

### Titres et trophées
La sélection U20 danoise ne s'est jamais qualifié pour la Coupe du monde U20.

### Contre la France
Dans les années 2010, le Danemark U20 affrontent quatre fois les moins de 20 ans français lors de matchs amicaux dans l'Hexagone. Les Danois ne l'emportent qu'à une seule reprise pour trois défaites, toujours d'un but.
| Date                     | Lieu                              | Score | Buteurs                                                                                                |
| ------------------------ | --------------------------------- | ----- | --- |
| Mardi 25 mai 2010        | Stade Mayol, Toulon               | 2 - 3 | ? ( , 0-1), Butin ( 29e, 1-1), Bille Nielsen ( 47e, 1-2 / 71e, 2-3), Kitambala ( 69e, 2-2)             |
| Jeudi 21 mars 2013       | Stade de la Vallée du Cher, Tours | 3 - 1 | Digne ( 5e, 1-0), Brock-Madsen ( 25e, 1-1), Thauvin ( 35e, 2-1), Doucouré ( 53e, 3-1)                  |
| Vendredi 11 octobre 2013 | Stade Darragon, Vichy             | 3 - 2 | Amankwaa ( 4e, 0-1), Meïté ( 26e, 1-1), Nangis ( 88e, 2-1), Abdullah ( 89e, 3-1), Nielsen ( 90e, 3-2). |
| Dimanche 13 octobre 2013 | Stade Darragon, Vichy             | 2 - 1 | Haller ( 19e, 1-0), Norgaard ( 25e, 1-1) & Azouni ( 65e, 2-1).                                         |

## Personnalités

### Entraîneurs
| Nom               | Début      | Fin        | Durée      |
| ----------------- | ---------- | ---------- | ---------- |
| Keld Bordinggaard | 01/07/2006 | 30/06/2011 | 1825 jours |
| Jess Thorup       | 01/06/2013 | 11/07/2015 | 770 jours  |
| Niels Frederiksen | 28/08/2015 | 30/06/2019 | 1402 jours |
| Lars Knudsen      | 01/07/2018 | ...        | ...        |

### Joueurs notables
| # | Nom                 | B. | Moy. |
| - | ------------------- | -- | ---- |
| 1 | Michael Krohn-Dehli | 4  | 0,4  |
| 2 | Bjørn Paulsen       | 2  | 1    |
| 3 | Casper Sloth        | 2  | 0,67 |
| - | Mikkel Agger (en)   | 2  | 0,67 |

| # | Nom                 | Sél. |
| - | ------------------- | ---- |
| 1 | Michael Krohn-Dehli | 10   |
| 2 | Daniel Agger        | 9    |
| 3 | Thomas Hansen (en)  | 8    |
| 4 | 8 joueurs           | 7    |

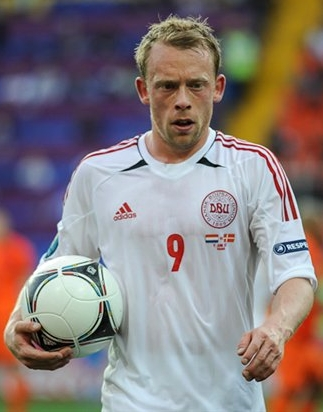
Krohn-Dehli est recordman de sélections et de buts.

Michael Krohn-Dehli détient le record de matchs disputés avec les U20 danois et aussi celui de buts marqués, respectivement dix et quatre.
Pour autant, Bjørn Paulsen possède un meilleur ratio but par match avec deux réalisations en autant de sélection. Suivent Casper Sloth et Mikkel Agger (en), buteurs à deux reprises en trois rencontres.
Daniel Agger (neuf capes) puis Thomas Hansen (en) (huit) complètent le podium des joueurs les plus sélectionnés. Huit joueurs ont ensuite joué à sept reprises pour la sélection danoise.